# Horebeke
Horebeke es un municipio belga de la provincia de Flandes Oriental. La municipalidad comprende las poblaciones de Sint-Kornelis-Horebeke y Sint-Maria-Horebeke abarcando un área de 11,20 km². 
De acuerdo con el censo de 2019 su población era de 2.036 habitantes.

## Demografía

### Evolución
Todos los datos históricos relativos al actual municipio, el siguiente gráfico refleja su evolución demográfica, incluyendo municipios después de efectuada la fusión el 1 de enero de 1977.
| Gráfica de evolución demográfica de Horebeke entre 1846 y 2019 |
|                                                                |

## Monumentos
En Sint-Maria, perteneciente a la parroquia de Corsele se encuentra una iglesia protestante erigida en 1872 y un museo dedicado a Abraham Hans, antiguo profesor de religión protestante y escritor. El edificio fue construido en 1812 como iglesia parroquial.
El protestantismo ha sido la creencia predominante desde las reformas del siglo XVI.